# 江陵郡
江陵郡，唐朝设置的郡。
武德初年，全国郡改为州，南郡改为荆州。天宝元年（742年），全国州改为郡，荆州改为江陵郡。乾元元年（758年），全国郡改州，仍为荆州。上元元年（760年），号南都，为江陵府。二年罢都，是年又号南都。寻罢都。户三万三百九十二，口十四万八千一百四十九。下领七县：江陵县、枝江县、当阳县、长林县、石首县、松滋县、公安县。
唐朝江陵郡太守
- 韦虚舟（745年）
- 王俶（天宝年间）
- 窦庭芝（766年—769年）
- 庾光先（755年）
- 源洧（755年）
- 刘汇（756年）
- 李璘（756年—757年）
- 李岘（756年）
- 窦绍（756年）
- 韦元甫（757年）